# Hołówki Duże
Hołówki Duże (daw. Hołówki Stare) – wieś w Polsce położona w województwie podlaskim, w powiecie białostockim, w gminie Juchnowiec Kościelny.
W latach 1975–1998 miejscowość administracyjnie należała do województwa białostockiego.
Wierni kościoła rzymskokatolickiego należą do parafii Świętej Trójcy w Turośni Kościelnej.
W miejscowości jest przystanek kolejowy Hołówki Duże.